# Egidienplatz

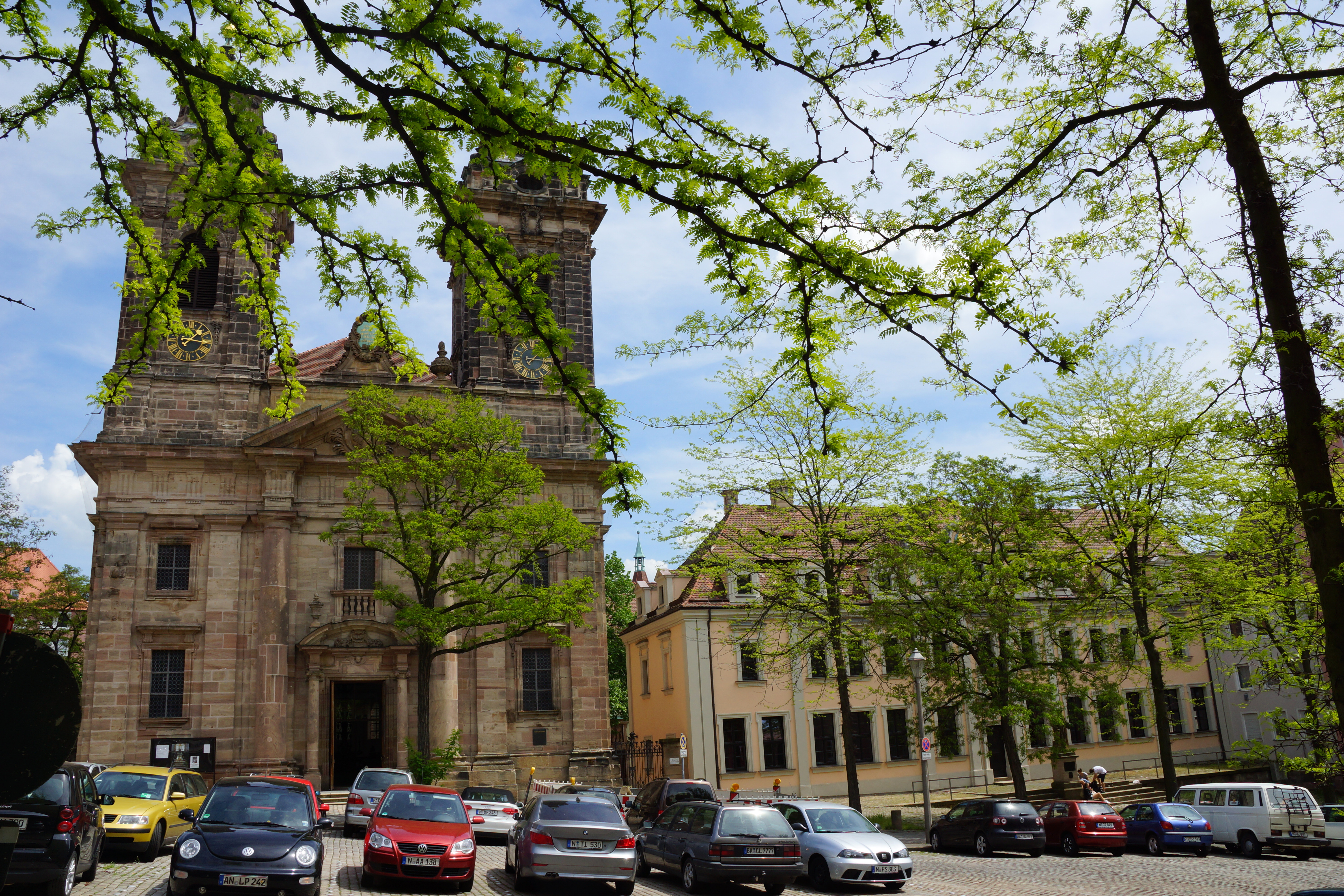
Egidienkirche und als Parkplatz genutzter Egidienplatz, Mai 2013

Der Egidienplatz (früher auch Dillinghof genannt) ist ein Stadtplatz in der Sebalder Altstadt von Nürnberg. Der Ort an der Kirche St. Egidien bildet den ältesten Kirchenort und eines der frühesten Siedlungszentren der Stadt. Der Platz ist Teil der Historischen Meile Nürnberg.
Am Egidienplatz befand sich das erste Nürnberger Kloster, das Schottenkloster. Die zugehörige Egidienkirche ist die einzige Barockkirche Nürnbergs. Prägendstes Bürgerhaus des Platzes war das Pellerhaus. Des Weiteren befindet sich ein Denkmal für Kaiser Wilhelm I. am Egidienplatz.